# Peter Trimborn

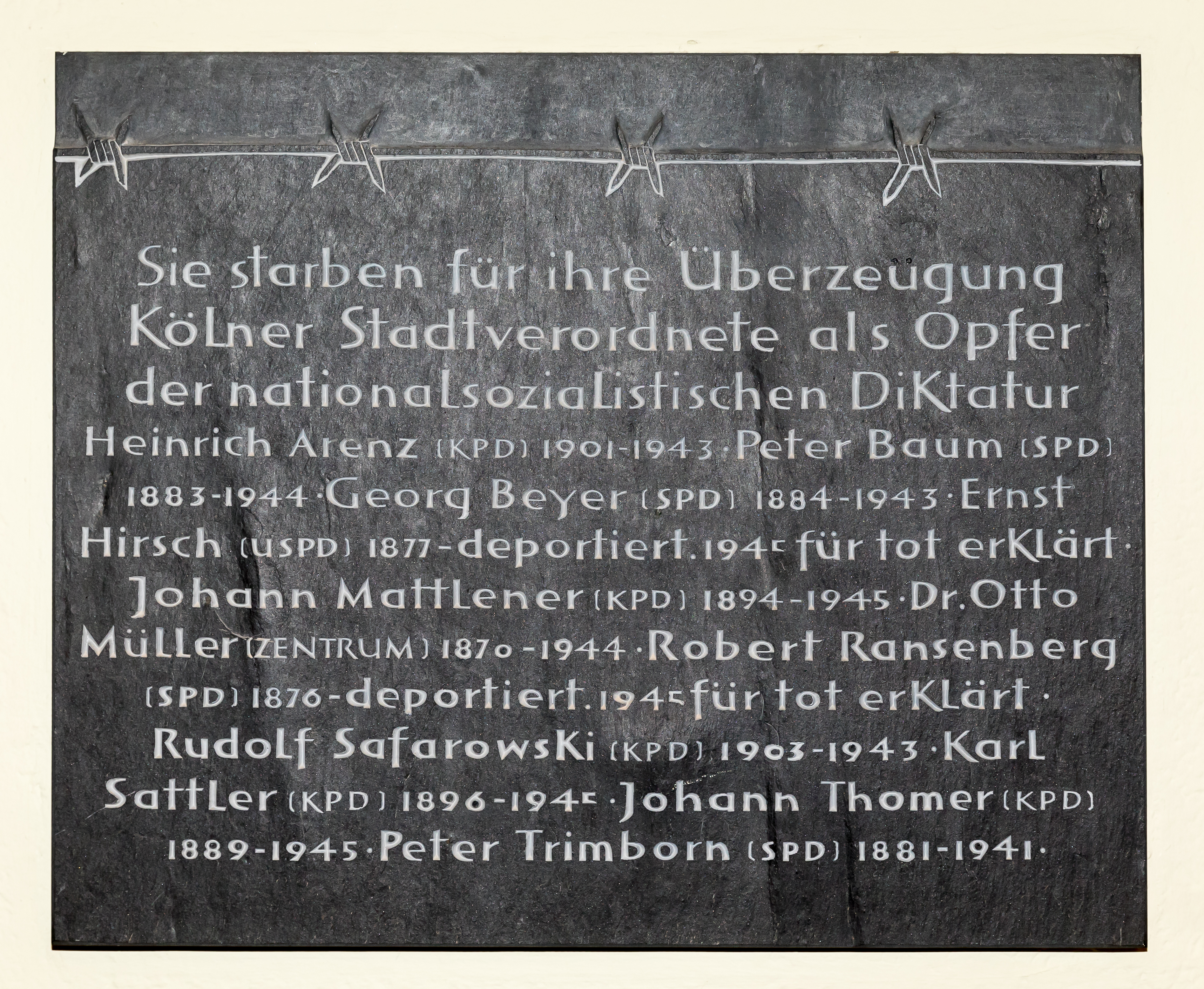
Gedenktafel von 1989 im Spanischen Bau für Kölner Stadtverordnete, die dem NS-Regime zum Opfer fielen

Leo Peter Konrad Trimborn (geboren am 11. April 1881 in Euskirchen; gestorben am 20. Januar 1941 in Köln) war ein preußischer Landrat, Redakteur  der Rheinischen Zeitung und Kölner Stadtverordneter.

## Leben
Der Katholik (nach anderer Quelle auch Dissident) Peter Trimborn war der Sohn der zuletzt in Opladen lebenden Elisabeth Trimborn aus deren unehelichen Beziehung zu einem Müller bzw. Landwirt. Am 17. Juni 1905 heiratete er in Euskirchen Maria Anna Hoffmann (geboren 14. Oktober 1884 in Weidesheim; gestorben 29. Oktober 1958 in Weidenpesch).
Der aus rein proletarischen Verhältnissen stammende Trimborn war zunächst in der Textilindustrie als Arbeiter bzw. Tuchmacher tätig. Die Tuchindustrie war im Euskirchen-Kuchenheimer Raum, aus dem er wie seine spätere Ehefrau stammten, über einen größeren Zeitraum ein bedeutender Wirtschaftszweig.
Politisch gehörte er als Mitglied der SPD gewerkschaftlich dem Deutschen Textilarbeiterverband an, indem er von 1909 bis 1914 auch die Stelle des Sekretärs bekleidete. Die Verbandsleitung war auf den zuvor nur lokal aktiven, „rednerisch und schriftstellerisch gewandten Arbeiter“ aufmerksam geworden und hatte ihm die Geschäftsleitung des Textilarbeiterverbandes Bamberg übertragen. Kurz vor Beginn des Ersten Weltkriegs trat er dann in die Redaktion der durch die SPD herausgegebenen Rheinischen Zeitung in Köln ein und avancierte dort ab 1914 zum Mitarbeiter und schließlich leitenden Redakteur des kölnischen und kommunalpolitischen Teils, parallel zog er als Mitglied der SPD-Fraktion und einer ihrer späteren Führer in die Kölner Stadtverordnetenversammlung ein. Seine Nachfolge in der Kölner Redaktion der Rheinischen Zeitung bei seinem Wechsel in das Landratsamt nach Opladen trat 1927 Hugo Efferoth an. In Trimborns Sterbeurkunde wird sein Beruf 1941 auch noch als Redakteur angegeben, die Todesursache mit Arteriosklerose.
In der Nachfolge des langjährigen Landrats des Landkreises Solingen, Adolf Lucas, wurde Peter Trimborn per Erlass vom 29. September 1927 kommissarisch zum Landrat des Kreises mit Sitz in Opladen ernannt. Nach seinem am 6. Oktober desselben Jahres erfolgten Dienstantritt erhielt er seine definitive Ernennung (Bestallung) als Landrat am 29. März 1928. Im Zuge der Auflösung des Landkreises Solingen im Rahmen einer kommunalen Neugliederung zum 1. August 1929 erfolgte zunächst zum 31. Juli 1929 Trimborns Versetzung in den einstweiligen Ruhestand. Parallel zu diesem formalen Akt wurde er zum 1. August 1929 mit der kommissarischen Leitung des neu errichteten Kreises Solingen-Lennep betraut, der durch den Zusammenschluss des Landkreises Solingen und des Kreises Lennep entstand und 1931 in Rhein-Wupper-Kreis umbenannt wurde. Seine definitive Ernennung als Landrat über den neu gebildeten Kreis erfolgte am 17. Februar 1930. Nach der Machtergreifung durch die Nationalsozialisten sollte Trimborn dann bereits zum 8. März 1933 in den einstweiligen Ruhestand und schließlich auf Grund § 2 BBG in den Ruhestand versetzt werden. Seinen Lebensunterhalt bestritt er in der Folge als Kohlenhändler in Köln.

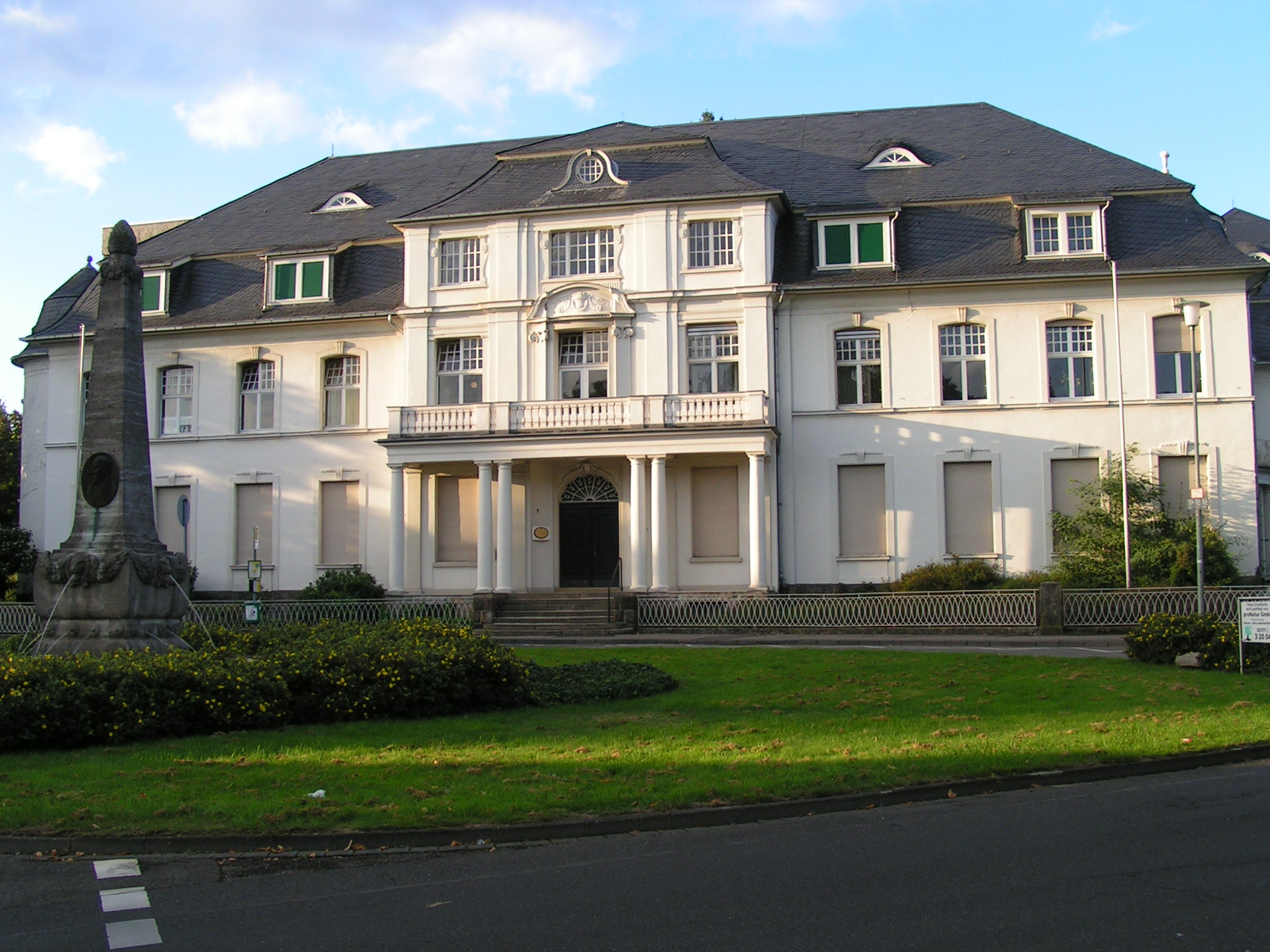
Ehem. Landratsamt in Opladen (2006)

Der Platz vor dem ehemaligen Landratsamt des Rhein-Wupper-Kreises und heutigen Stadtarchivs von Leverkusen in Opladen wurde ebenso nach Peter Trimborn  Landrat-Trimborn-Platz benannt wie die Landrat-Trimborn-Straße in Leichlingen.
Die Vereinigung der Verfolgten des Naziregimes – Bund der Antifaschistinnen und Antifaschisten legte zum Ende der 1980er Jahre dem Kölner Stadtrat einen Bürgerantrag vor, in dessen Folge im Frühjahr 1989 neben der Eingangstür zum Sitzungssaals im Spanischen Bau des Kölner Rathauses eine Gedenktafel zur Erinnerung an jene Kölner Stadtverordneten installiert wurde, die Opfer des Nationalsozialismus wurden. Der letzte der alphabetisch angebrachten elf Namen nennt Peter Trimborn (SPD) (1881–1941).